# Ligniera pilorum
Ligniera pilorum е вид растителен патоген от семейство Plasmodiophoraceae, заразяващ пшеницата.
Основен гостоприемник е Poa annua. Видът е открит в Нова Зеландия.